# Antonio Nusa
Antonio Eromonsele Nordby Nusa, född 17 april 2005 i Langhus, är en norsk professionell fotbollsspelare som spelar för den tyska klubben RB Leipzig och Norges landslag. Nusa har nigerianskt påbrå genom sin far.

## Spelarkarriär
Nusa började spela fotboll i den lokala klubben Langhus IL och flyttade sedan till Stabæk ungdomssektion vid 13 års ålder. Han fick chansen i seniorlaget i början av 2021, gjorde mål i en träningsmatch och skrev på för seniorlaget. Han gjorde sin Eliteseriedebut i maj 2021 mot Rosenborg, och gjorde sitt första mål i juni 2021 mot Bodø/Glimt.
Under den sista transferdagen sommaren 2021 skrev han på ett kontrakt med Club Brugge. Den 13 september 2022 gjorde han ett mål i sin Champions League-debut i en bortaseger med 4-0 mot Porto. Med det blev han den yngste spelaren att göra mål i sin debut i Champions League.
Den 13 augusti 2024 värvades Nusa av tyska RB Leipzig, där han skrev på ett femårskontrakt.

### Landslagskarriär
I augusti 2023 blev Nusa för första gången uttagen i Norges landslag av förbundskaptenen Ståle Solbakken, för en träningslandskamp mot Jordanien och en match i kvalspelet till EM 2024 mot Georgien. 
Han gjorde sitt första landskampsmål för Norge i sin debutmatch mot Jordanien.